# Societe Anonyme André Citroën

Em 1924 André Citroën criou a Holding Societe Anonyme André Citroën, com um Capital Social Inicial de 50 Milhões de Francos. A "Holding" passa controlar a Citroen,empresa do grupo responsável pela fabricação e comercialização dos automóveis assim como pelas empresas comerciais abertas em Bruxelas, Milão, Amsterdão e Colônia, a Société Anonyme des Engrenages Citroën empresa responsável pela produção de Engrenagens com múltiplas aplicações em vários campos industriais, a Sovac empresa responsável pelo financiamento, a Automobiles Mors adquirida em 1919. Nesse mesmo ano, é criado a empresa TAXIS CITROEN responsável pelos transportes de "táxis".

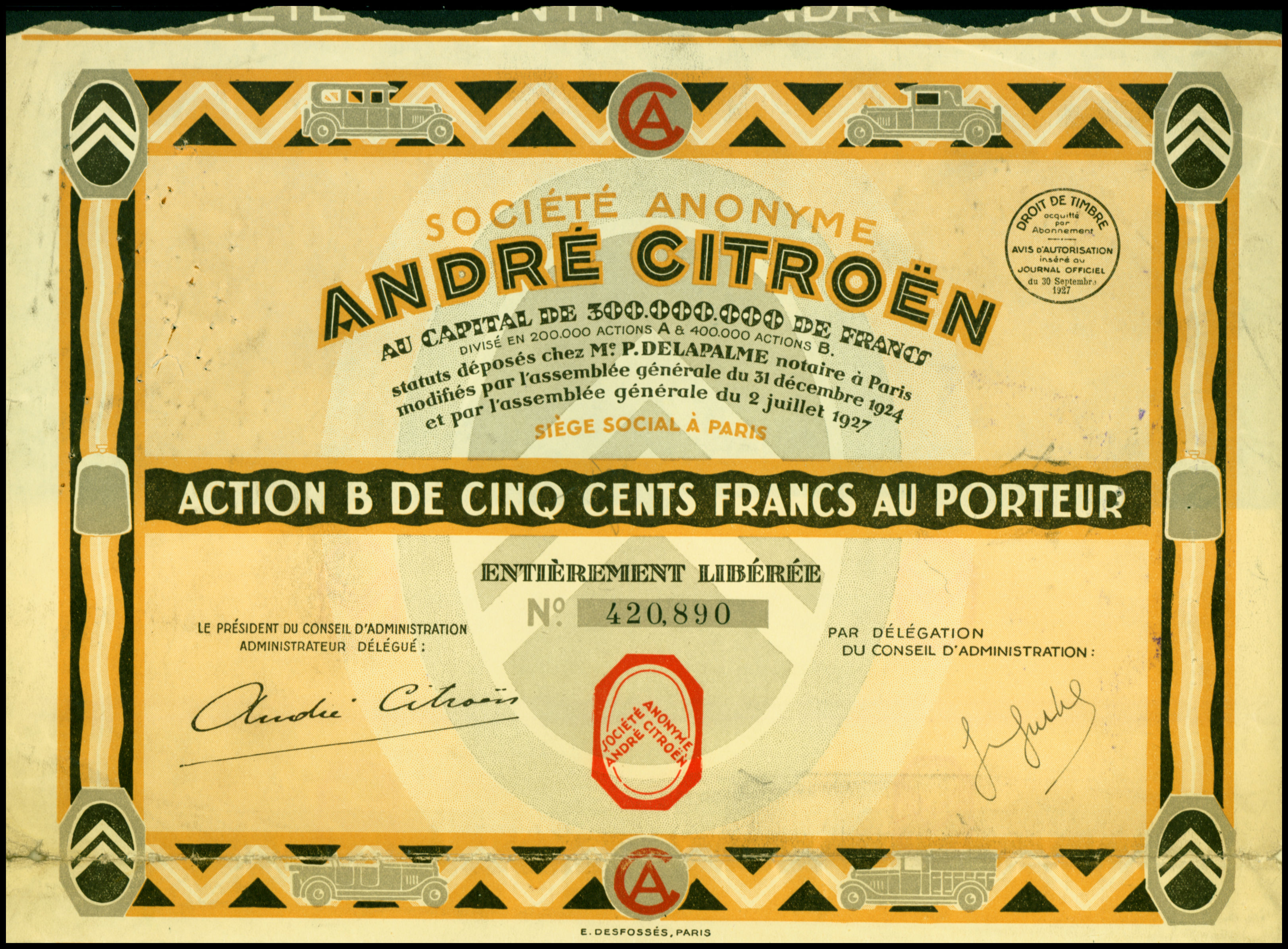
Share of the S. A. André Citroën, issued 30. September 1927

Animação de uma engrenagem simples.

No ano seguinte, a empresa mãe eleva o seu capital social para 100 Milhões de Francos e aumenta a sua rede comercial francesa para  mil agentes.
Após o surgimento de empresas industriais francesas na Bolsa de Valores elas representam pela primeira vez 3 das 5  primeiras capitalizações francesas e a Citroen é a número do 1 ramo automóvel, e 5ª no geral, sendo avaliada em 1700 milhões de francos. O número 1 como exemplo de comparação, era o Banque de France com uma avaliação de 3800 milhões de francos. A empresa tem agora 31.000 funcionários e produz 400 carros por dia, um recorde na Europa.
Em 1927 o "Capital Social ja estava fixado em 300 Milhões de Francos, abertura de uma nova fábrica em "Bruxelas" e uma produção diária de 400 unidades dia.
Em 1929 inauguração da mítica "garagem Marbeuf", projetada pelo arquiteto "Albert Laprade", uma imensa vitrine, com 19 metros de altura, dez andares, com dezenas de veículos, estacionados nas varandas, que se podiam avistar da rua.
Em 1931 é fundada em outubro a Citroën Transport SA, uma empresa interurbana de autocarros. Antes, na França os autocarros eram vistos para utilização de turismo e excursão, atender o turista em vez de estar empregado em uma rota ponto a ponto para o benefício do viajante regular. A Empresa superou todas as expectativas, e no ano seguinte a frota já tinha quadriplicado. Nesse mesmo ano, a 30 de Setembro, inauguração do "Centro de Exposições" da Citroen, um edifício com 15 mil metros quadrados, que tinha sala de chá, bar, cinema com filmes da marca, ficando conhecido como o showroom da Europa. Em 31 de Dezembro de 1932, a Citroën Transport SA já contava com 52 linhas nas quatro primeiras redes, totalizando 3716 quilômetros de rota transportando 15.900 passageiros diariamente e cobrindo 70, 585 quilômetros por dia. 
Em 1936 a empresa TAXIS CITROEN passa a chamar-se Citax.
A Holding Societe Anonyme André Citroën vai-se expandindo, com abertura de várias fábricas pelo mundo fora, e em 1951 o seu Capital Social já era de 4,2 biliões de francos.